# Esther Shemitz
Esther Shemitz, más néven Esther Chambers és Mrs Whittaker Chambers (New York, 1900. június 25. – 1986. augusztus 16.) amerikai festő és illusztrátor volt. Whittaker Chambers volt szovjet kém feleségeként tanúvallomást tett a Hiss-ügy során, amely segített alátámasztani férje állításait.    

## Fiatalkora
Shemitz 1900. június 25-én született New Yorkban, Benjamin Shemitz rabbi és Rose Thorner legfiatalabb gyermekeként. A család hamarosan New Yorkból New Havenbe költözött, ahol édességboltot vezettek.  A család az 1890-es években vándorolt be az Egyesült Államokba Podóliából.
Az 1910-es évek végén Shemitz a Rand School tanulója volt. Iskolatársai voltak Nerma Berman, Cy Oggins szovjet kém majdani felesége és Carrie Katz, aki később Sidney Hook filozófus első felesége lett.   1920 májusában Algernon Lee oktatási igazgató elnökölt a Rand valaha volt második legnagyobb osztályának érettségijén. Az osztály tagjai voltak: John J. Bardsley, William D. Bavelaar, Annie S. Buller, Louis Cohan, Harry A. Durlauf, Clara Friedman, Rebecca Goldberg, William Greenspoon, Isabella E. Hall, Ammon A. Hennsey (Ammon Hennacy), Hedwig Holmes, Annie Kronhardt, Anna P. Lee, Victoria Levinson, Elsie Lindenberg, Selma Melms (Ammon Hennacy első felesége), Hyman Neback, Bertha Ruvinsky, Celia Samorodin, Mae Schiff, Esther T. Shemitz, Nathan S. Spivak, Esther Silverman, Sophia Ruderman és Clara Walters. 

## Karrierje

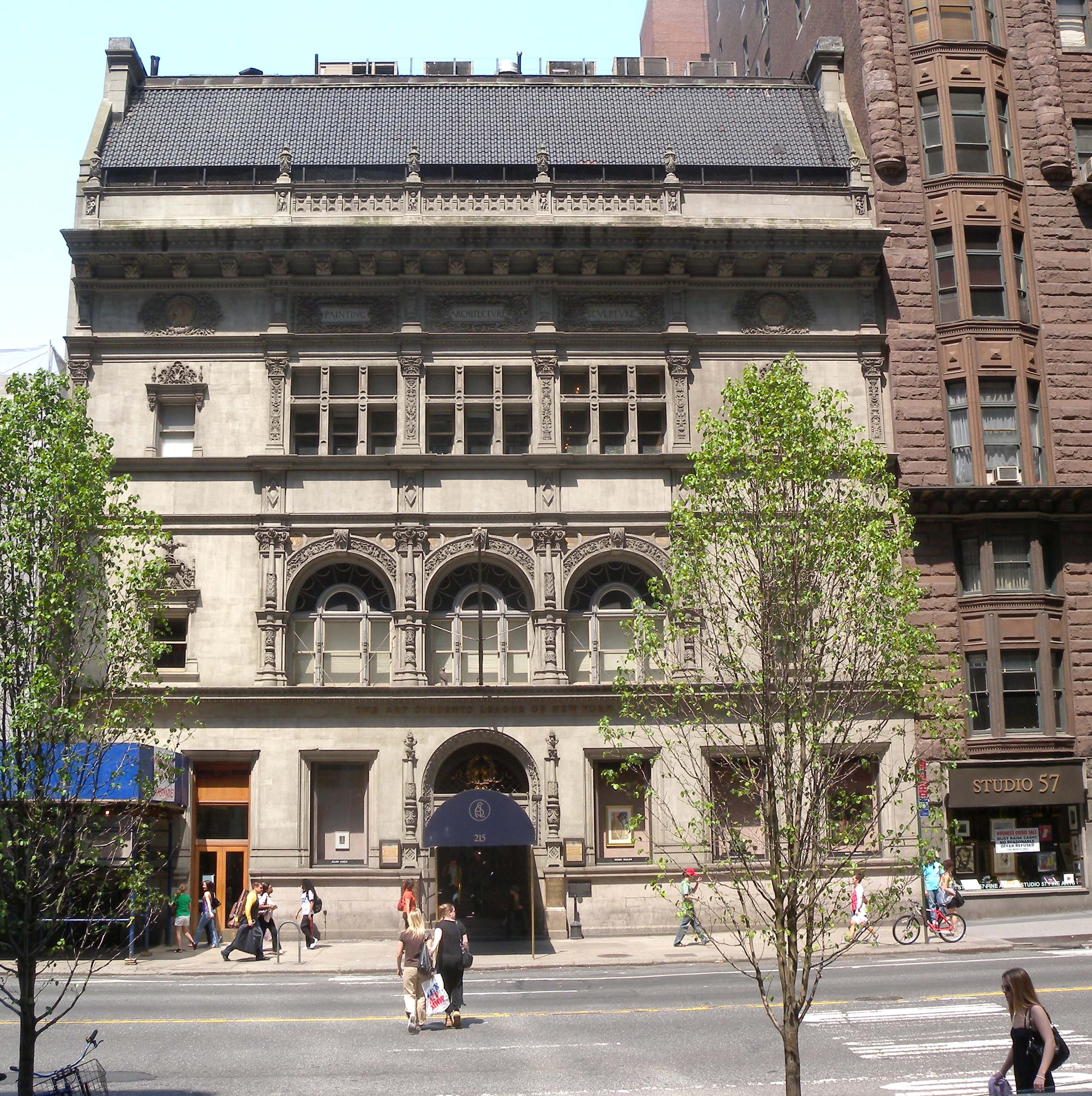
Art Students League (2009), ahol Shemitz tanult az 1920-as évek közepén

### Festő, illusztrátor
Az 1920-as évek elején Shemitz a Nemzetközi Női Ruházati Dolgozók Szakszervezetének (ILGWU) egyik körzetében dolgozott Juliet Stuart Poyntz irányítása alatt, a Leonardo da Vinci Művészeti Iskola ösztöndíjáért cserébe. 1922. április 5-én éjjel Esther T. Schemitzt az ILGWU Mount Vernon-i fejezetének titkár-pénztárnokaként letartóztatták garázdaság miatt, amikor állítólag egy különleges rendőrtisztet "hivatásos sztrájkrombolónak" nevezett. Shemitz a börtönt követő két órán belül óvadékot kapott 
1926-ban Shemitz az East 11 Street alatt lakott a Lower East Side-on Grace Lumpkin írónővel, és mindketten a The World Tomorrow magazinnál dolgoztak.  A magazinnál eltöltött ideje alatt a munkatársak között akadtak "társadalmi reformerek, választójogi vezetők, fekete értelmiségiek, munkás aktivisták és egy sor más progresszív szemléletű ember." Shemitz 1926-ban a New Masses reklámmenedzsereként is szolgált.   1926 decemberében a World Tomorrow nevében Shemitz elvitte Rebecca Westet megnézni a Passaic textilsztrájkot a Botany Worsted Millsben. Ott Shemtizt megverték és letartóztatták Sophie Shulmannal, szintén a New Masses magazintól és egy másik riporterrel, Sender Garlinnal együtt.   
Az 1920-as években Shemitz New Yorkban tanult az Art Students League-ben. Mesterei voltak Boardman Robinson, Jan Matulka és Thomas Hart Benton. Shemitz karikatúrákat is készített a Daily Worker újságnak. 
1929-ben Shemitz egyike volt annak a sok aláírónak, aki megalapította a John Reed Clubot New Yorkban. Könyveket illusztrált az International Publishers számára, nevezetesen Grace Hutchins: Labor and Silk című könyvét (1929), melynek borítóját Louis Lozowick tervezte. 
1929 végén Shemitz részt vett a John Reed Club első művészeti kiállításán, amelyet a United Workers Cooperatives lakóépületeiben tartottak (más néven "United Workers Cooperative Colony" és "Commie Coops") New York Bronx Park East negyedében. A kiállítás művészei többek között: Jacob Burck, Fred Ellis, William Gropper, Eitaro Ishigaki, Gan Kolski, Louis Lozowick, Jan Matulka, Morris Pass, Anton Refregier, Louis Leon Ribak, Otto Soglow és Art Young.
1930-ban Shemitz rövid ideig a szovjet ellenőrzés alatt álló Amtorg Kereskedelmi Corporationnél, az AMTORG-nál dolgozott, ezt a munkát Hutchin partnere, Anna Rochester szerezte számára.
1930 májusában Shemitz csatlakozott számos művészhez, íróhoz és oktatóhoz, akik mind a John Reed Club (102 West Fourteenth Street, New York) tagjai voltak, hogy aláírják a „vörös csali” tüntetés elleni tiltakozást. Az aláírók között voltak: Sherwood Anderson, Franz Boas, Walt Carmon, Malcolm Cowley, Floyd Dell, Carl Van Doren, John Dos Passos, Max Eastman, Fred Ellis, Kenneth Fearing, Waldo Frank, Harry Freeman, Hugo Gellert, Michael Gold, William Gropper . Jack Hardy, Josephine Herbst, Eitaro Ishigaki, Alfred Kreymborg, Joshua Kunitz, Louis Lozowick, AB Magil, HL Mencken, Scott Nearing, Joseph North, Isidore Schneider, Edwin Seaver, Edith Segal, Upton Sinclair, John Sloan, Raphael Soyer, Genevieve Taggard, Carlo Tresca, Louis Untermeyer, Edmund Wilson és Art Young . A petíciót aláírta ezen kívül legalábbegy volt osztálytársa (Jacob Burck), egy lakótársa (Grace Lumpkin), két szponzora (Grace Hutchins és Anna Rochester), és két tanára (Jan Matulka és Boardman Robinson).
1931 áprilisában Shemitz feleségül ment Whittaker Chambers íróhoz. 1931 májusában részt vett egy rajzfilm készítésében a New Masses magazinban. 1932-ben, amikor férje neve szerkesztőként szerepelt, Esther Shemitz és Jacob Burck neve (művészeti) közreműködőként jelent meg a New Massesben olyan szerzők mellett, mint Louis Lozowick, Hugo Gellert, William Gropper, William Siegel és Joseph Vogel.

### Szovjet titkosszolgálat
Shemitz félbeszakította művészi karrierjét, amikor férje 1932 közepén belépett a szovjet hírszerző szolgálatba. Így, ellentétben a Daily Worker és a New Masses újságnál dolgozó kollégáival, Shemitz nem lett a New Deal Federal Art Project programjának művésze a nagy gazdasági világválság második felében és a második világháború idején.

1938-ban, amikor Chambers disszidált a titkosszolgálatból, Grace Hutchins Reuben Shemitz ügyvéden, Esther bátyján keresztül halálosan fenyegette őt. Később, egy 1948 decemberi esküdtszéki vizsgálatot követően Reuben Shemitz így nyilatkozott a sajtónak:
(Hutchins) azt mondta, hogy "élet-halál kérdésben" szeretné látni... Biztosított arról, hogy a húgomnak vagy a gyerekeinek nem esik bántódása, ha Whit kapcsolatba lép valakivel, akit Whit Steve álnéven ismer (J. Peters). <
1952-es visszaemlékezésében Chambers a következőket írja:
Egyik reggel egy meglehetősen feltűnő kinézetű, fehér hajú nő lépett be a sógorom irodájába, körülbelül ötven éves lehetett. A recepciósnak azt mondta, hogy Miss Grace Hutchins szeretne találkozni Mr. Shemitzzel...
A privát irodájában azonnal a lényegre tért: "Ha beleegyezik abba, hogy átadja Chamberst nekünk, a párt garantálja a nővére és a gyerekek biztonságát". Megdöbbent sógorom a legtöbb amerikaihoz hasonlóan egyáltalán nem volt tisztában azzal, milyen is valójában a kommunizmus, ezt a témát soha nem vitattuk meg. Reuben megpróbálta elmagyarázni, hogy nem tudja a húga, a férje, de még a gyermekeik hollétét sem...
"Ha nem jelenik meg (ilyen és olyan napon), megölik" mondta élénken. Ezzel elment... Sógorom megrémült a látogatástól, és nem tudott minket figyelmeztetni, ezért kétségbeesett. Odasietett ahhoz a két emberhez, akikről úgy vélte tudhatják, hol vagyunk... Egyikük sem tudott segíteni rajta.
Esther Shemitz irányította a család Pipe Creek Farmját az 1930-as évek végétől az 1950-es évek közepéig.

### Hiss-ügy
1948-ban Alger Hiss rágalmazási pert nyújtott be Chamber ellen. Ebben a perben Hiss ügyvédei durva bánásmódot tanúsítottak Shemitzzel szemben, és Chambers számára ez volt az utolsó csepp a pohárban, hogy felfedje "megmentőjének" létezését, ezzel együtt a "baltimore-i iratokat" és a "tök-iratokat." A Hiss-ügy és a perek során Shemitz megerősítette és gyakran kiegészítette férje vallomását. (Továbbá kifejtette: "Most próbálok meg emlékezni olyan dolgokra, amelyeket korábban kizártam a fejemből, azt hittem, teljesen.")

1948 decemberében, miközben a Hiss-ügy vádemelése folyamatban volt, Shemitz autójával elütött egy idős női gyalogost; az asszony hamarosan meghalt. A baleset címlapra került:
Brooklyn Eagle
1948. december 19., vasárnap
HALÁLOS AUTÓBALESET
Mrs. Whittaker Chambers, a magát feladó egykori kommunista kém felesége elhagyta a baltimore-i rendőrőrsöt, miután bíróság elé állították egy idős nő halálával kapcsolatban. Az asszonyt akkor gázolta el, mikor a vasútállomásra tartott, hogy felvegye férjét, miután az tanúskodást tett a szövetségi nagy esküdtszék előtt Manhattanben. Mrs. Chambers nem más, mint az egykori brooklyni Esther Shemitz.
Nem sokkal ezután az ügyet megszüntették, mivel az áldozat többször is öngyilkosságot kísérelt meg úgy, hogy a szembejövő autók elé ugrott.

### Utóhatások
Shemitzről sokat pletykáltak Hiss támogatói, különösen az egyikük, aki azt állította, hogy Shemitz és Lumpkin leszbikus szeretők voltak, sőt, állítólagosan meleg férjeikkel négyszemélyes kapcsolatot is fenntartottak – ezekre pedig Anna Rochester és Grace Hutchins leszbikus pár életrajzában hivatkozott. Valójában Hutchins volt sok efféle pletyka forrása. A másik, amit a Hiss védőcsapatnak terjesztett úgy szólt, hogy Shemitz bevallotta neki, hogy Chamberst a Bloomingdale-i Elmegyógyintézet westchesteri részlegén kezelték, amit később letagadott. (Robert Cantwell, Chambers közeli barátja az 1940-es években részesült ott kezelésben; a "Robert Cantwell" egy álnév, amelyet Chambers használt a szovjet titkosszolgálatban.) A. B. Magil (a Daily Worker írója és szerkesztője, valamint a CPUSA tagja) azt mondta Hiss egyik támogatójának (Elinor Ferry), hogy Chambers felesége és lakótársa, Grace Lumpkin leszbikusnak tűntek. „Esther férfias volt a megjelenésében és a hangjában. Grace lágyabb, nőiesebb típus volt."  A Hiss-ügy általános tapasztalata arra késztette Shemitzet, hogy kerülje a sajtót, és soha ne beszéljen tudományos kutatókkal, köztük Allen Weinsteinnel.

## Magánélete és halála
Shemitz bátyja Reuben Shemitz ügyvéd volt. Unokaöccse volt Nathan Levine és Sylvan Shemitz.
Whittaker Chambers először 1926-ban látta Shemitz-et a Passaic Textile Strike tüntetésen, amelyről 1952-es memoárjában hosszasan beszámol.  
1930-ban Chambers és barátja, Mike Intrator udvarolni kezdett Shemitznek és Lumpkinnek; mindkét pár 1931-ben házasodott össze. Shemitz házasságának szemtanúja volt Grace Hutchins és élettársa, Anna Rochester . Shemitznek és Chambersnek 1933-ban lánya (Ellen), 1936-ban pedig fia (John) született. 
Miután Chambers disszidált, a házaspár életük hátralévő részében a Pipe Creek Farmon éltek, Westminster közelében, Maryland államban.  Az 1930-as években a párnak két gyermeke született annak ellenére, hogy a kommunista vezetés azt várta, hogy a párok gyermektelenek maradjanak. Ezt sokan elutasították, és Chambers is a kommunizmusból való fokozatos kiábrándulása egyik okaként említette. Ellen lánya 2017-ben meghalt; gyermekei Stephen, Pamela és John   
Shemitz első és egyetlen külföldi, európai útját Chambersszel ejtette meg 1959 nyarán, melynek során találkoztak többek között Arthur Koestlerrel és Margarete Buber-Neumannal. 
Amikor Chambers 1961. július 9-én meghalt hetedik szívrohamában, Shemitz összeesett, és a legközelebbi kórházba szállították a pennsylvaniai Gettysburgban.  1986. augusztus 16-án otthonában halt meg, 86 évesen. 

## Művei

### Festmények, illusztrációk
Shemitz összes festményét a családja vagy barátai magántulajdonában áll. Illusztrációi a Daily Worker újságban, a New Masses magazinban és a Labour and Silk című könyvben jelentek meg, többek között:
- "Alookin' f'r a home," New Masses (1931. május)[44]

### Könyvek, cikkek
- Grace Lumpkin, Esther Shemitz: Kreatív impulzus ellenséges környezetben, The World Tomorrow (1926. április)[45]
- <i>Grace Hutchins:</i> Munka és selyem, Esther Shemitz illusztrációival, Louis Lozowick borítóterve alapján (New York: International Publishers, 1929)[46] [47]
- Whittaker Chambers: Cold Friday, szerkesztette: Duncan Norton-Taylor és Esther Shemitz (New York: Random House, 1964)[48]

## Fordítás
Ez a szócikk részben vagy egészben  az   Esther Shemitz című angol Wikipédia-szócikk ezen változatának fordításán alapul.  Az eredeti cikk szerkesztőit annak laptörténete sorolja fel. Ez a jelzés csupán a megfogalmazás eredetét és a szerzői jogokat jelzi, nem szolgál a cikkben szereplő információk forrásmegjelöléseként.